# Buldoo
Buldoo is een dorp in de Schotse lieutenancy Caithness in het raadsgebied Highland, ongeveer 1 kilometer ten zuiden van Dounreay .